# Joseph Christoph Kessler
Joseph Christoph Kessler, a volte scritto Kötzler (Augusta, 26 agosto 1800 – Vienna, 14 gennaio 1872), è stato un pianista e compositore tedesco, attivo soprattutto nell'Impero austriaco. I suoi studi, notturni, variazioni, preludi e bagatelle sono stati elogiati da personaggi come Franz Liszt, Sigismond Thalberg, Ignaz Moscheles e Friedrich Kalkbrenner ed è stato il dedicatario nell'edizione tedesca dei 24 Preludi, Op. 28 di Fryderyk Chopin.

## Biografia
Kessler nacque ad Augusta nel 1800. Studiò con l'organista Bilek a Feldsberg e in un seminario a Nicolsburg; studiò quindi filosofia a Vienna. Divenne insegnante di pianoforte a Lemberg, dove, a casa del conte Potocki, scrisse i suoi 24 Études, Op. 20, uno per ogni tonalità. Questi furono pubblicati nel 1827. Gli études furono celebrati ai loro tempi, interpretati da Franz Liszt nei suoi concerti e lodati da Fétis, Moscheles e Kalkbrenner, che usarono alcune delle opere di Kessler nel loro materiale pedagogico. Insegnò anche a Landshut.
Chopin scoprì la musica di Kessler mentre era adolescente, a Varsavia. Kessler arrivò nella città polacca nel 1829 e presto divenne parte della sua vita musicale. Era una delle numerose persone che davano regolarmente serate musicali frequentate anche da Chopin. Fu in tali serate di Kessler che il giovane Fryderyk ascoltò per la prima volta opere come il Trio "Arciduca" di Beethoven. Kessler e Chopin diventarono buoni amici. Gli Études di Kessler erano disposti in un circolo delle quinte, a differenza de Il clavicembalo ben temperato di Johann Sebastian Bach, che è organizzato in ordine cromatico crescente. È stato detto che Chopin potrebbe anche aver preso in prestito il titolo "étude" da Kessler e copiato da Kessler l'idea di usare i segni metronomici nei suoi spartiti.
Kessler dedicò a Chopin un gruppo di 24 Preludi, Op. 31, uno per ciascuna delle chiavi maggiore e minore. Chopin, nello scrivere i suoi preludi, probabilmente potrebbe essere stato precedentemente influenzato dallo schema dei "Preludi op. 67" di Hummel (1815). Un decennio dopo Chopin pensò di ripagare Kessler con la dedica nei suoi 24 Preludi, op. 28, ma poco dopo cambiò idea e decise di dedicare la sua opera all'amico Camille Pleyel; le sue indicazioni furono però fraintese e la dedica a Kessler rimase nell'edizione tedesca mentre quella a Pleyel in quella francese.
Il 6 febbraio 1836 Robert Schumann scrisse un articolo nel Neue Zeitschrift für Musik, confrontando il significato degli studi scritti da vari compositori. Bach, Clementi, Cramer, Moscheles e Chopin erano considerati "i più importanti", mentre Kessler era descritto come "appena capace". D'altro canto Schumann disse di Kessler: "Mann von Geist und sogar poetischem Geist" ("Uomo di spirito e persino spirito poetico").
Kessler si trasferì di nuovo a Vienna, quindi tornò a Varsavia; visse anche a Breslavia e per 20 anni a Lemberg. Ritornò a Vienna nel 1855, dove morì nel 1872.

## Lista delle opere
- 24 Études, Op. 20 (1827), dedicati a Johann Nepomuk Hummel[3]
- Fantasy, Op. 23
- Impromptus, Op. 24
- Bagatelles, Op. 30
- 24 Preludes, Op. 31, dedicati a Fryderyk Chopin
- Quatre Pensées fugitives, Op. 72
- Études for the left hand, Op. 92[11]
- 25 Études, Op. 100
- Variations brillants su I puritani
- notturni[12]
- polacche
- musica sacra
- canzoni (Blüthen und Knospen)[4]
- concerti